# Maximilian zu Wied

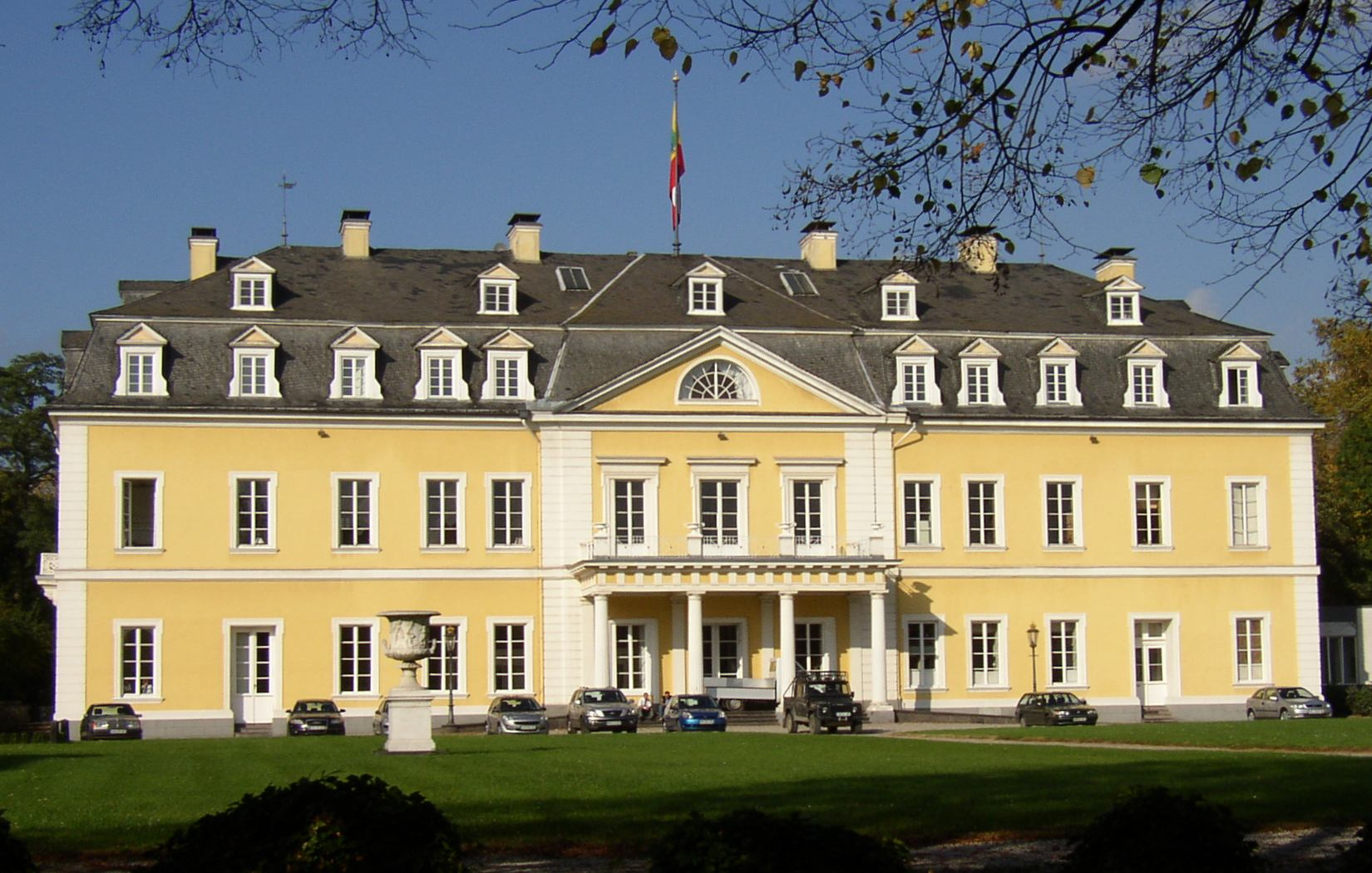
Stamslot van de Fürsten zu Wied

Franz Alexander Friedrich Wilhelm Maximilian Fürst zu Wied, graaf van Isenburg, heer van Runkel en Neuerburg (Neuwied, 10 augustus 1999) is sinds 12 maart 2015 de 9e vorst en hoofd van het geslacht zu Wied, tevens bewoner van het slot Neuwied.

## Biografie
De 9e vorst zu Wied is een zoon van Carl 8e vorst zu Wied (1961-2015) en diens echtgenote Isabelle Prinzessin von Isenburg (1973), lid van de familie Isenburg. Na het plotselinge overlijden van zijn vader in 2015 werd hij hoofd van het huis Wied. (Formeel is hij volgens het Duitse naamrecht Prinz zu Wied; volgens familietraditie wordt hij echter aangeduid als Fürst zu Wied.) Hij woont met zijn moeder, jongere broer en een zussen op het vorstelijk stamslot.